# Clinton (Montana)
Clinton és una concentració de població designada pel cens dels Estats Units a l'estat de Montana. Segons el cens del 2000 tenia 549 habitants.

## Demografia
Segons el cens del 2000, Clinton tenia 549 habitants, 204 habitatges, i 153 famílies. La densitat de població era de 107,6 habitants per km².
Dels 204 habitatges en un 39,7% hi vivien nens de menys de 18 anys, en un 55,9% hi vivien parelles casades, en un 12,3% dones solteres, i en un 25% no eren unitats familiars. En el 20,6% dels habitatges hi vivien persones soles el 3,4% de les quals corresponia a persones de 65 anys o més que vivien soles. El nombre mitjà de persones vivint en cada habitatge era de 2,69 i el nombre mitjà de persones que vivien en cada família era de 3,07.
Per edats la població es repartia de la següent manera: un 30,4% tenia menys de 18 anys, un 7,1% entre 18 i 24, un 33% entre 25 i 44, un 22,4% de 45 a 60 i un 7,1% 65 anys o més.
L'edat mediana era de 33 anys. Per cada 100 dones de 18 o més anys hi havia 100 homes.
La renda mediana per habitatge era de 31.731 $ i la renda mediana per família de 32.188 $. Els homes tenien una renda mediana de 29.643 $ mentre que les dones 22.500 $. La renda per capita de la població era de 12.510 $. Aproximadament el 16% de les famílies i el 19,2% de la població estaven per davall del llindar de pobresa.

## Poblacions properes
El següent diagrama mostra les poblacions més properes.